# Ochopee
Ochopee és una comunitat no incorporada al comtat de Collier, a Florida. Es troba a l'est de la intersecció de la US 41 i la State Road 29, prop de Carnestown. La comunitat forma part de l'Àrea Estatística Metropolitana de Naples – Marco Island.
La comunitat va rebre el seu nom quan un visitant de la botiga va preguntar al propietari com es deia el local. A l'establiment s'hi trobava un agricultor nadiu que havia anat a vendre gènere, així que el propietari li va demanar la paraula seminola per a granja. L'home va respondre: "o-chopp-ee".
Ochopee va començar com una comunitat unifamiliar de conreu de tomàquets a principis dels anys vint. James Gaunt va comprar 240 acres (97 ha) de terra al llarg de la carretera 41 dels EUA per 100 dòlars per acre, i va començar només amb tendes de campanya de l'exèrcit. Una comunitat anomenada Ochopee va créixer al voltant de la granja de tomàquets de Gaunt.
Després que l'oficina de correus original es va cremar, els residents van utilitzar un antic cobert d'emmagatzematge per emmagatzemar el correu. Ara l'oficina de correus d'Ochopee, és la més petita del país. Continua com una oficina de correus activa i, de vegades, una atracció turística.
La granja i l'assentament originals van ser absorbits gradualment pel govern federal com a part d'un moviment per conservar els Everglades. Queden algunes petites empreses, juntament amb la seu de Big Cypress National Preserve. Jeff Wichello, natural de la zona, va escriure un llibre sobre la seva infància anomenat What Happened to Ochopee?.
El 2025 ha entrat en funcionament un centre de detenció federal per a migrants en situació irregular aprofitant les antigues instal·lacions de l'aeroport de Miami-Dade. Es preveia que aquesta instal·lació tingués uns costos operatius de 450 milions de dòlars anuals i que s'hi puguin allotjar fins a 5.000 reclusos. La instal·lació rebé el beneplàcit del governador Ron DeSantis i del president Trump, que s'hi refereixen com "Alligator Alcatraz", i les protestes de grups ambientalistes i grups de les primeres nacions per trobar-se en una àrea sensible a les activitats humanes.